# Neuilly-en-Sancerre
Neuilly-en-Sancerre är en kommun i departementet Cher i regionen Centre-Val de Loire i de centrala delarna av Frankrike. Kommunen ligger  i kantonen Henrichemont som tillhör arrondissementet Bourges. År 2022 hade Neuilly-en-Sancerre 246 invånare.

## Befolkningsutveckling
Antalet invånare i kommunen Neuilly-en-Sancerre
Referens:INSEE